# گتیزبرگ (داکوتای جنوبی)
گتیزبرگ(به انگلیسی: Gettysburg) شهری در ایالت داکوتای جنوبی کشور ایالات متحده آمریکا است که جمعیت آن در سرشماری سال ۲۰۱۰ میلادی، ۱٬۱۶۲ نفر بوده‌است.